# 2004 au Mali
Chronologie du Mali
2002 au Mali - 2003 au Mali - 2004 au Mali - 2005 au Mali – 2006 au Mali -
2002 par pays en Afrique - 2003 par pays en Afrique 2004 par pays en Afrique - 2005 par pays en Afrique - 2006 par pays en Afrique - 

## Chronologie

### Mai
- Le 30 mai ont lieu les élections municipales à travers le pays.